# Takashi Uemura
Takashi Uemura (født 2. december 1973) er en tidligere japansk fodboldspiller.
Han har spillet for flere forskellige klubber i sin karriere, herunder Yokohama Flügels, Cerezo Osaka og JEF United Ichihara.